# Madaba

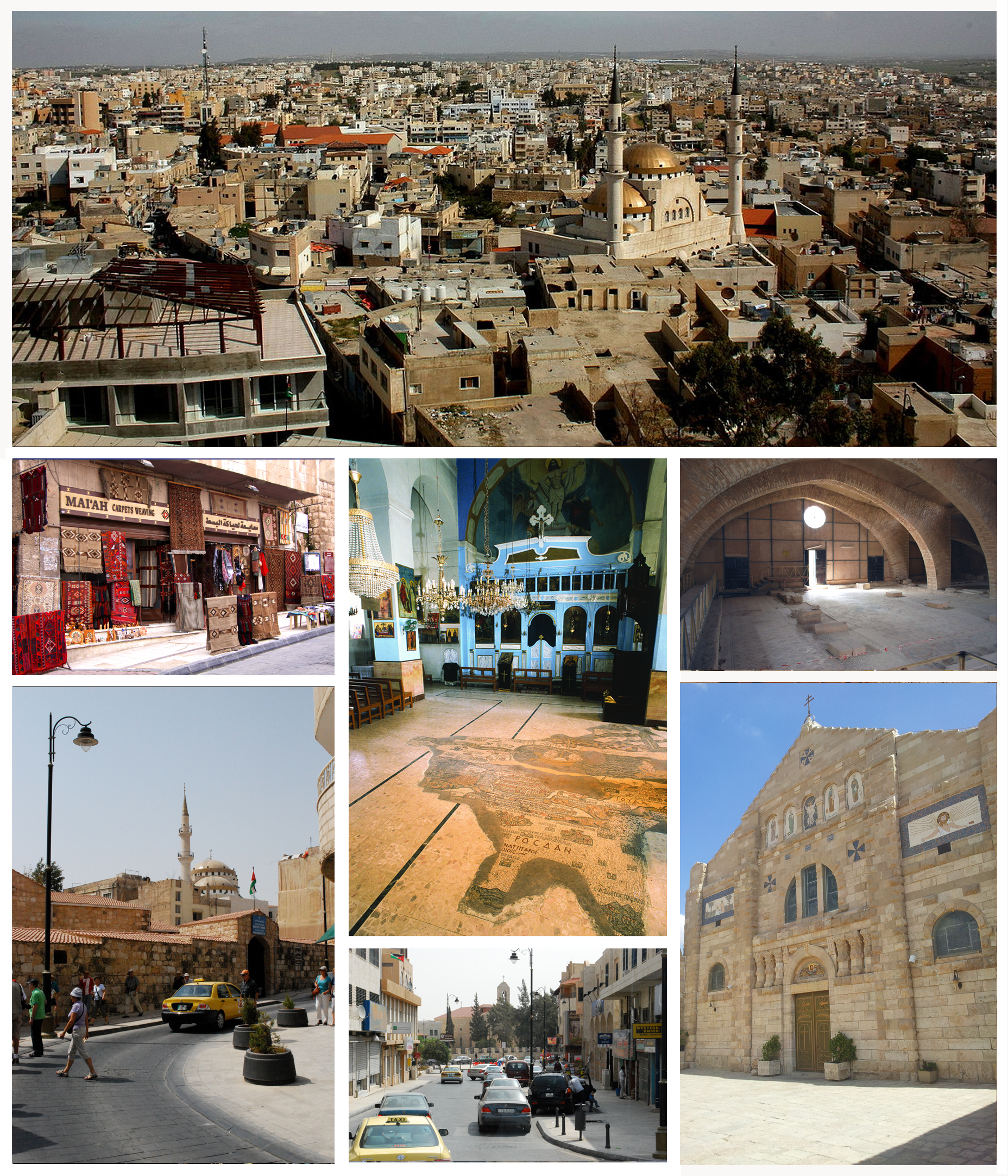
Madaba.

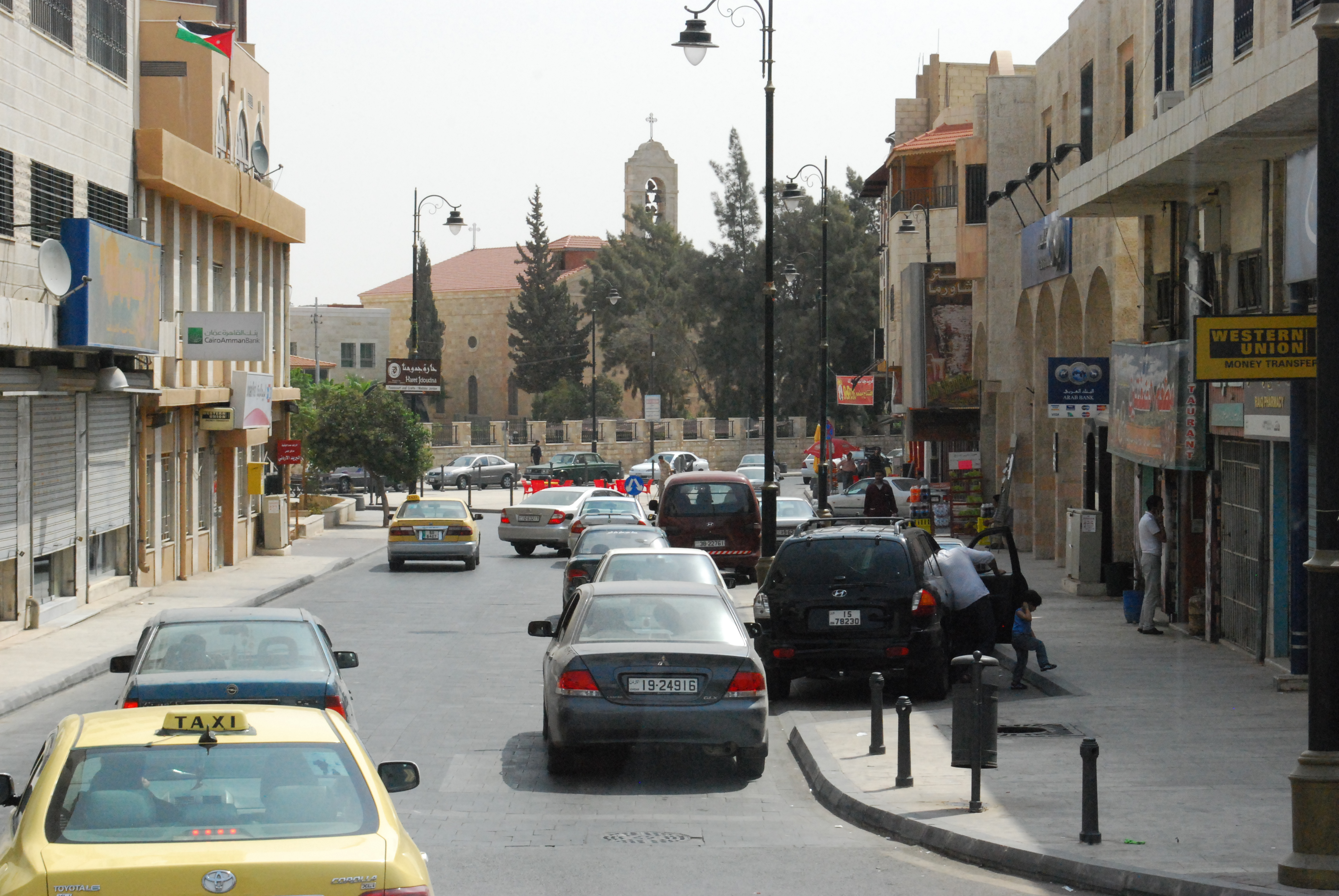
Centro da cidade

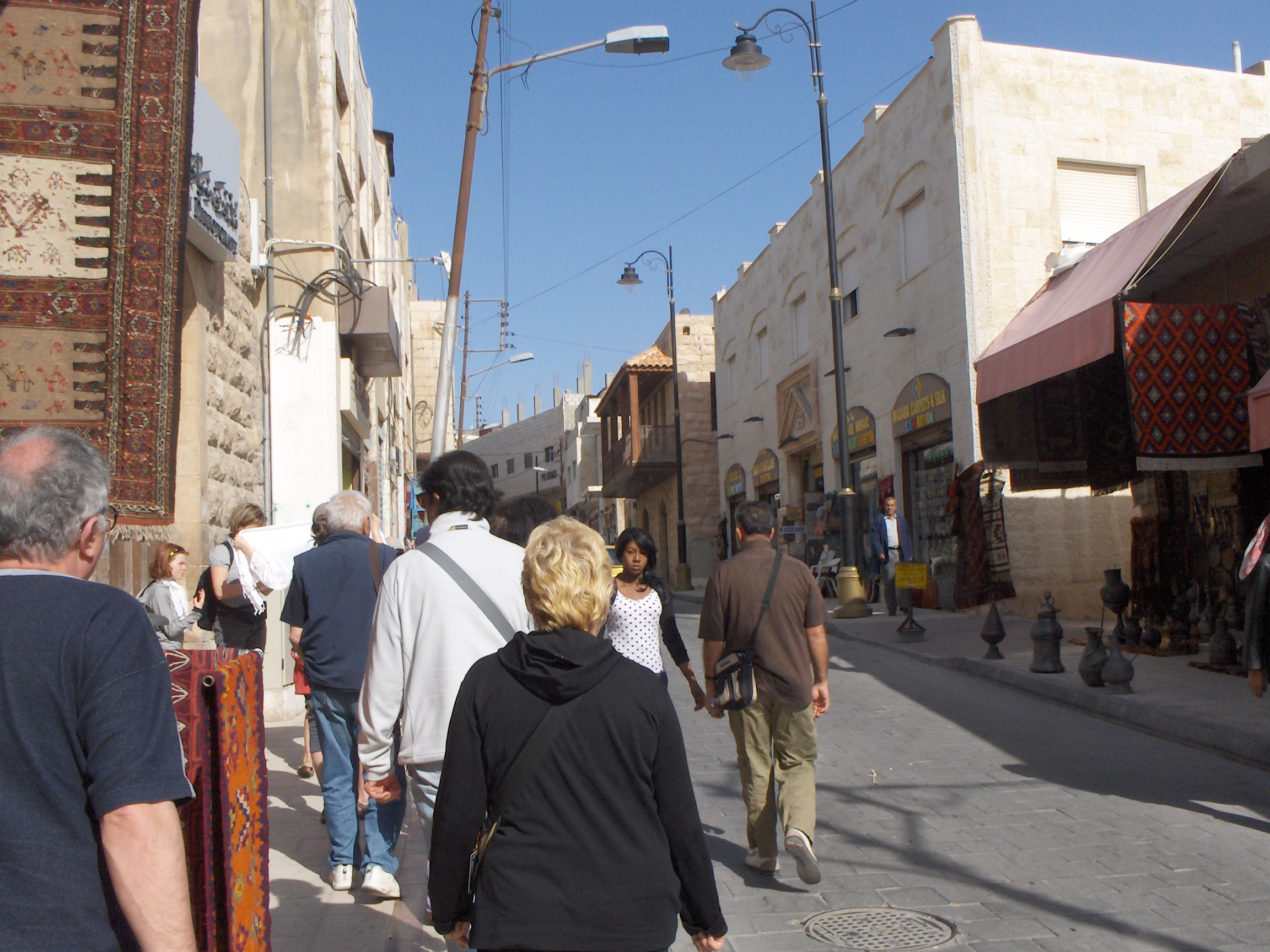
Rua Hussein bin Alì, onde se encontra a Igreja de São Jorge.

Madaba (em árabe مادبا ) é uma cidade na Jordânia, e capital da província homónima, foi construída no antigo local bíblico de Medba ou Medeba, de onde adquiriu o seu nome. Ela está localizada a 35 km a sudoeste de Amã, a capital do país. Ela é mais conhecida por seus mosaicos bizantinos e omíadas, especialmente um grande mosaico bizantino do VI século, conhecido como o Mapa de Madaba com o mapa da Terra Santa, este mosaico cobre o piso da igreja ortodoxa de São Jorge. Centenas de outros mosaicos do V até o VII século estão espalhados pelas igrejas ou residencias da cidade.
A cidade situa-se na ''Via Regia'', uma estrada construída há cinco mil anos, a quase 730 m de altitude. Não muito longe de Madaba está localizado o Monte Nebo, e nas proximidades  o Mar Morto.

## População e Religião
Madaba é a quinta maior cidade da Jordânia pela população, que constitui cerca de 3% da população total do pais. Os habitantes, 83 180 (2008) são da maioria etnica árabe e de religião muçulmana, a comunidade cristã , com mais de 20 000 pessoas (cerca de um terço da população), é da tradição grego-ortodoxa, que a torna uma das maiores comunidades cristãs na Jordânia. Há também uma minoria de palestinos, composta principalmente de refugiados. Madaba, no entanto, é um excelente exemplo de tolerância étnica e religiosa.

## Nota
- Texto inicialmente baseado na tradução dos artigos «Madaba» na Wikipédia em italiano e «Madaba» na Wikipédia em castelhano.